# Afrida
Afrida é um gênero de traça pertencente à família Arctiidae.

## Espécies
- - Afrida charientisma Dyar, 1913 
  - Afrida ciliata Hampson, 1900
  - Afrida exegens Dyar, 1922
  - Afrida melicerta Druce, 1885
  - Afrida mesomelaena Hampson, 1914
  - Afrida minuta Druce, 1885
  - Afrida tortriciformis Möschler, 1886
  - Afrida ydatodes Dyar, 1913